# Фундени (Калараш)
Фундени (рум. Fundeni) насеље је у Румунији у округу Калараш у општини Фундени. Oпштина се налази на надморској висини од 54 m.

## Становништво
Према подацима из 2002. године у насељу је живело 5521 становника.

### Попис2002.
| Расподела становништва по националности 2002.‍ | Расподела становништва по националности 2002.‍ | Расподела становништва по националности 2002.‍ | Расподела становништва по националности 2002.‍ | Расподела становништва по националности 2002.‍ |
| --------------------------------------------- | --------------------------------------------- | --------------------------------------------- | --------------------------------------------- | --------------------------------------------- |
|                                               |                                               |                                               |                                               |                                               |
| Румуни                                        | Румуни                                        |                                               | 5.222                                         | 94,6%                                         |
| Роми                                          | Роми                                          |                                               | 296                                           | 5,4%                                          |